# Kasachstan-Blindmaus
Die Kasachstan-Blindmaus (Spalax uralensis) ist ein im westlichen Kasachstan endemisches Nagetier in der Unterfamilie der Blindmäuse. Die Population wurde zeitweilig der Riesenblindmaus (Spalax giganteus) zugerechnet.

## Merkmale
Die schwanzlosen Tiere erreichen eine Länge von bis zu 310 mm. Andere Körpermaße sowie das Gewicht sind nicht bekannt. Wie die Riesenblindmaus hat die Art ein graues Fell. Abweichend ist der vordere Teil des Schädels (Rostrum) breiter und tiefer angesetzt. Die Kasachstan-Blindmaus hat schmalere obere Schneidezähne.

## Verbreitung und Lebensweise

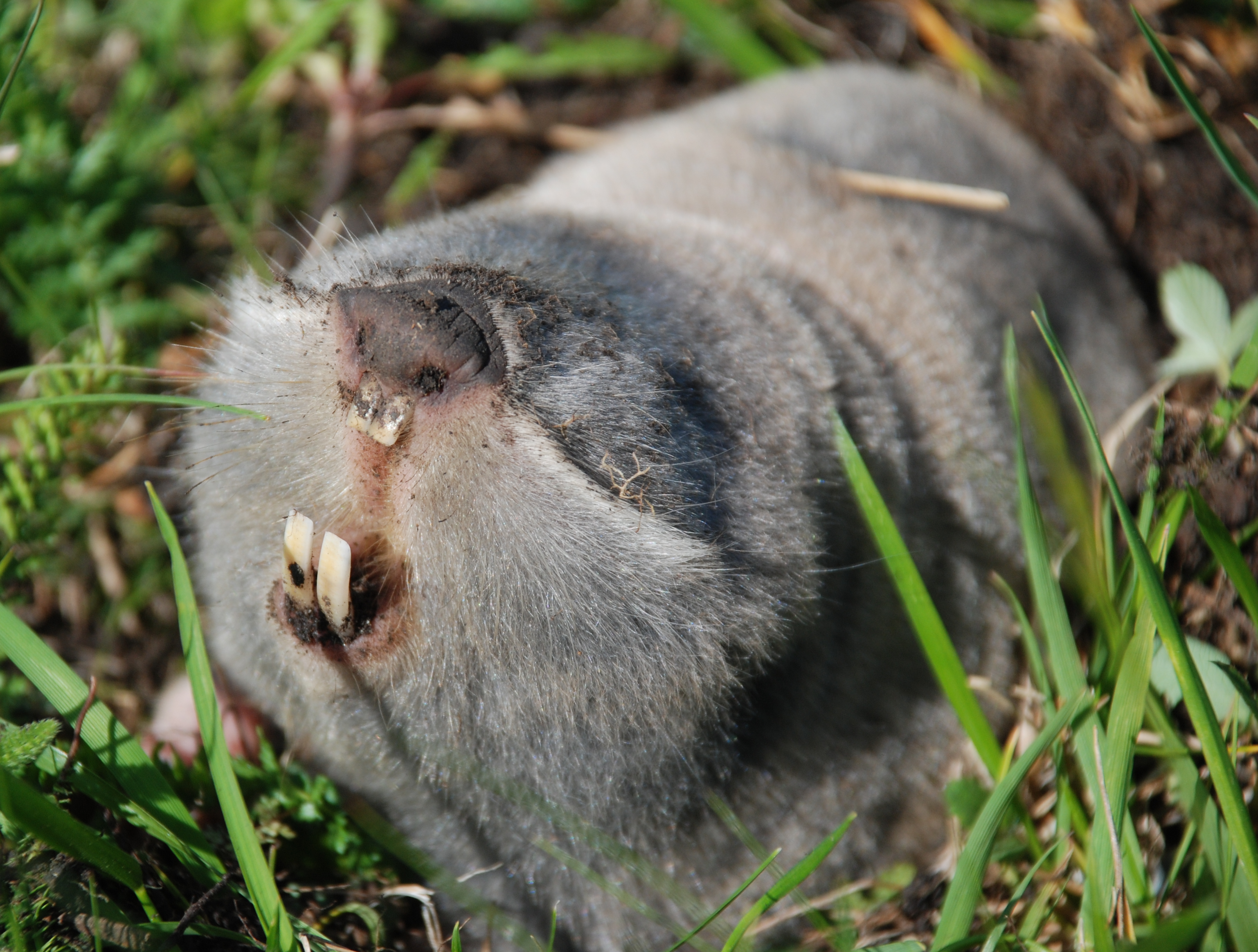
Die Ostblindmaus (Spalax microphthalmus) ist der Kasachstan-Blindmaus sehr ähnlich

Das Verbreitungsgebiet liegt im Becken südlich des Urals in den Einzugsgebieten der Flüsse Ural, Uil und Emba. Diese Blindmaus bewohnt Steppen, ausgetrocknete Flussbetten und Waldlichtungen. Eine typische Pflanze der Region ist die Quecke Elymus giganteus.
Die Kasachstan-Blindmaus lebt in ihrem unterirdischen Tunnelsystem und hält keinen Winterschlaf. Der komplexe Bau enthält Tunnel zur Nahrungssuche, die dicht unter der Erdoberfläche liegen, und tiefe Gänge mit Verbindung zu den Wohn- und Vorratskammern. Die tiefsten Bereiche können drei Meter unter dem Grund liegen und die Gänge erreichen eine Gesamtlänge von 145 bis 540 Metern. Wenn Weibchen nicht paarungsbereit sind, lebt jedes Exemplar für sich. Ist das Angebot gut, können bis zu 4 Individuen einen Hektar bewohnen. Bei trockenen Landschaften bewohnt maximal ein Exemplar einen Hektar. In den Kammern können sich bis zu 2,5 kg Nahrung befinden. Diese Blindmaus frisst vorwiegend Elymus giganteus sowie verschiedene andere Kräuter. Die Fortpflanzung findet gewöhnlich im Frühjahr und Sommer statt, wobei der Wurf 2 bis 6 Nachkommen enthält. Unter guten Bedingungen kann ein zweiter Wurf im Herbst folgen.

## Gefährdung
Einige Individuen sterben bei Frost, Trockenheit oder wenn Weidetiere in den Bau einbrechen. Die Kasachstan-Blindmaus kann sich nicht an andere Habitate anpassen. Sie wird von der IUCN in der Vorwarnliste (near threatened) gelistet.